# Haroldo (futebolista)
Haroldo Rodrigues Magalhães Castro, mais conhecido como Haroldo (Rio de Janeiro, 20 de dezembro de 1931 - Rio de Janeiro, 16 de julho de 2010), foi um futebolista brasileiro que atuava como zagueiro.

## Carreira
O jogador começou sua carreira futebolística no Rio de Janeiro, jogando futebol de areia, pelo Ouro Preto, do Lido. Foi levado ao Botafogo em ainda para as divisões de base de General Severiano, pelo antológico Neném Prancha e depois jogando no time profissional entre 1950 a 1952. Ainda em 1952, transferiu-se para o também carioca Vasco da Gama, clube que defendeu até 1957, ressalvando uma passagem entre 1954 e 1955, pelo paulista, Palmeiras.
Pela seleção brasileira, o jogador foi convocado por Zezé Moreira para atuar no Campeonato Sul-Americano de 1953
(Copa América, da época).

## Morte
O jogador faleceu na madrugada de sexta-feira, do dia 16 de julho de 2010, por falência múltipla dos órgãos, no Hospital das Laranjeiras (Rio de Janeiro).

## Títulos
Botafogo
- Torneio Municipal de Futebol do Rio de Janeiro: 1951
- Torneio Triangular de Porto Alegre: 1951

Vasco da Gama
- Campeonato Carioca: 1952 e 1956
- Copa Internacional Rivadavia: 1953
- Quadrangular Internacional do Rio de Janeiro: 1953
- Torneio Internacional de Santiago: 1953
- Troféu Cinquentenário do Racing: 1953

Seleção Brasileira
- Campeonato Sul-Americano de Juniores: 1949 (Chile)